# X Gon' Give It to Ya
X Gon' Give It to Ya è un singolo del rapper statunitense DMX, pubblicato nel 2003 ed estratto dalla colonna sonora del film d'azione Amici × la morte (Cradle 2 the Grave).
La canzone appare, come traccia nascosta, anche nella raccolta di DMX The Definition of X: The Pick of the Litter.

## In altri media
La canzone fa parte anche della colonna sonora ufficiale del film Deadpool (2016) e del videogioco Forza Horizon 3, e ha acquisito una certa popolarità nella community di Resident Evil grazie ad una mod dal nome omonimo realizzate per Resident Evil 2 Remake

## Classifiche
| Classifica (2021) | Posizione massima |
| ----------------- | ----------------- |
| Canada            | 35                |
| Stati Uniti       | 46                |